# Jacob Klein (Chemiker)
Jacob Klein (* 1949 in Tel Aviv-Jaffa) ist ein israelischer Chemiker. Sein Forschungsschwerpunkt sind Ober- und Grenzflächen von Polymeren.

## Leben
Jacob Klein wurde 1949 in Tel Aviv geboren. Nach Beendigung seines Militärdienstes studierte er von 1970 bis 1977 am Cavendish-Laboratorium der University of Cambridge Physik, wo er 1977 promovierte. Er arbeitet seit 1977 am Weizmann-Institut für Wissenschaften in Rechovot, wo er seit 1986 die Herman-Mark-Professur für Weiche Materie innehat. Er wurde 2003 Mitglied der American Physical Society.
Jacob Klein ist verheiratet und hat 4 Kinder.

## Auszeichnungen (Auswahl)
- 1995: Polymer Physics Prize
- 2020: Rothschild-Preis
- 2021: Irving Langmuir Award
- 2021: Overbeek-Goldmedaille[4]